# Tunnel de lave

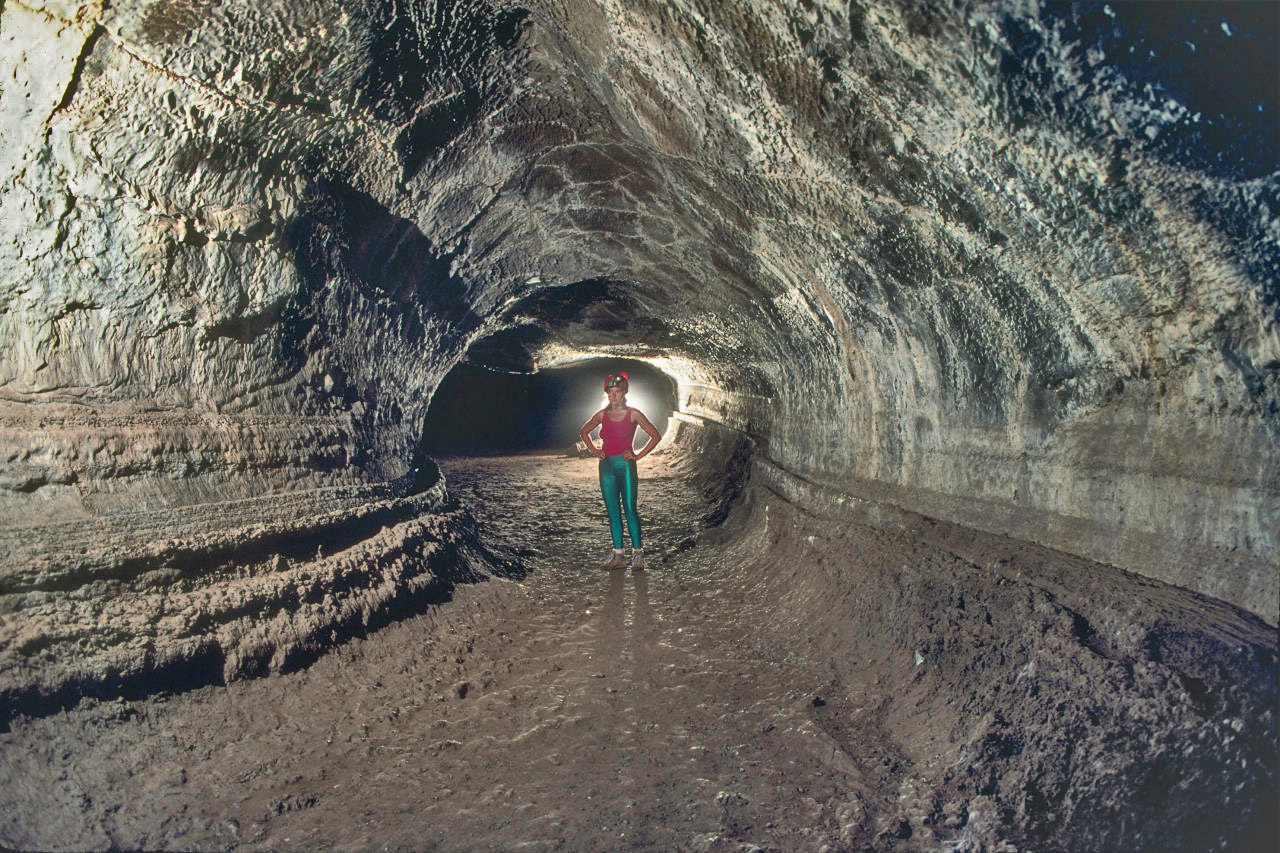
Les tunnels de lave les plus accessibles, dans lesquels il est aisé de circuler, peuvent constituer une attraction touristique (ici la caverne Valentine, au Lava Beds National Monument en Californie).

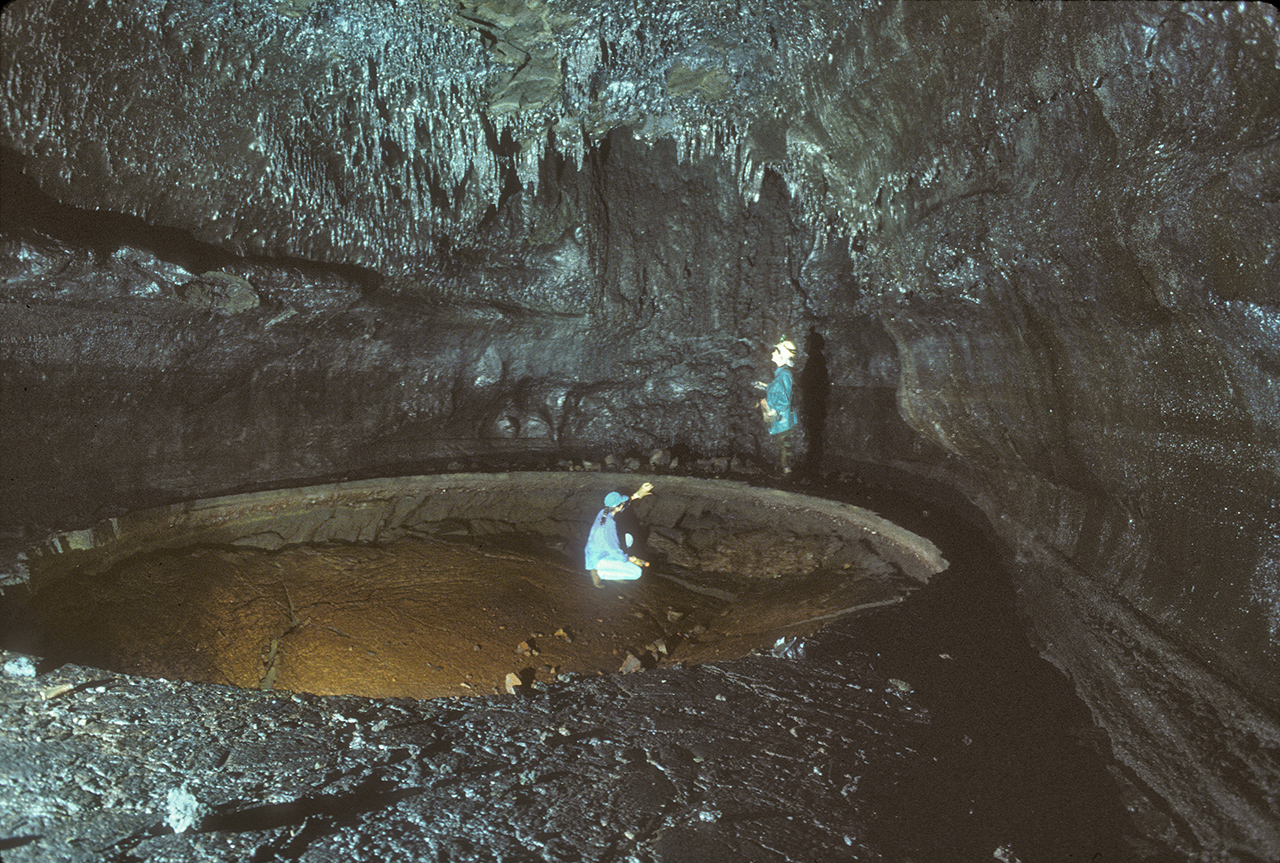
On peut observer sur les côtés d'un tunnel les différents niveaux auxquels a circulé la lave pendant l'éruption, et au plafond, des stalactites de lave qui témoignent de la refusion du toit (grotte de Kazumura).

Un tunnel de lave est formé par une coulée volcanique qui s'est refroidie en surface en formant une croûte solide mais dont le cœur est resté fluide, permettant à la lave de continuer à s'écouler. Lorsque la coulée cesse d'être alimentée par l'éruption, elle se vide et laisse une cavité en forme de galerie. Les tunnels de lave sont associés à un volcanisme effusif (« volcans rouges »), généralement de type basaltique.
Les dimensions des tunnels de lave sont très variables. Sur Terre les plus longs tunnels peuvent atteindre plusieurs kilomètres de développement, avec une largeur et une hauteur de l'ordre de quelques mètres. Des tunnels bien plus grands encore ont été identifiés sur Mars et surtout sur la Lune et sur Vénus : des dizaines de kilomètres de long, des centaines de mètres de large et plus de 100 m de haut.

## Morphologie et spéléothèmes

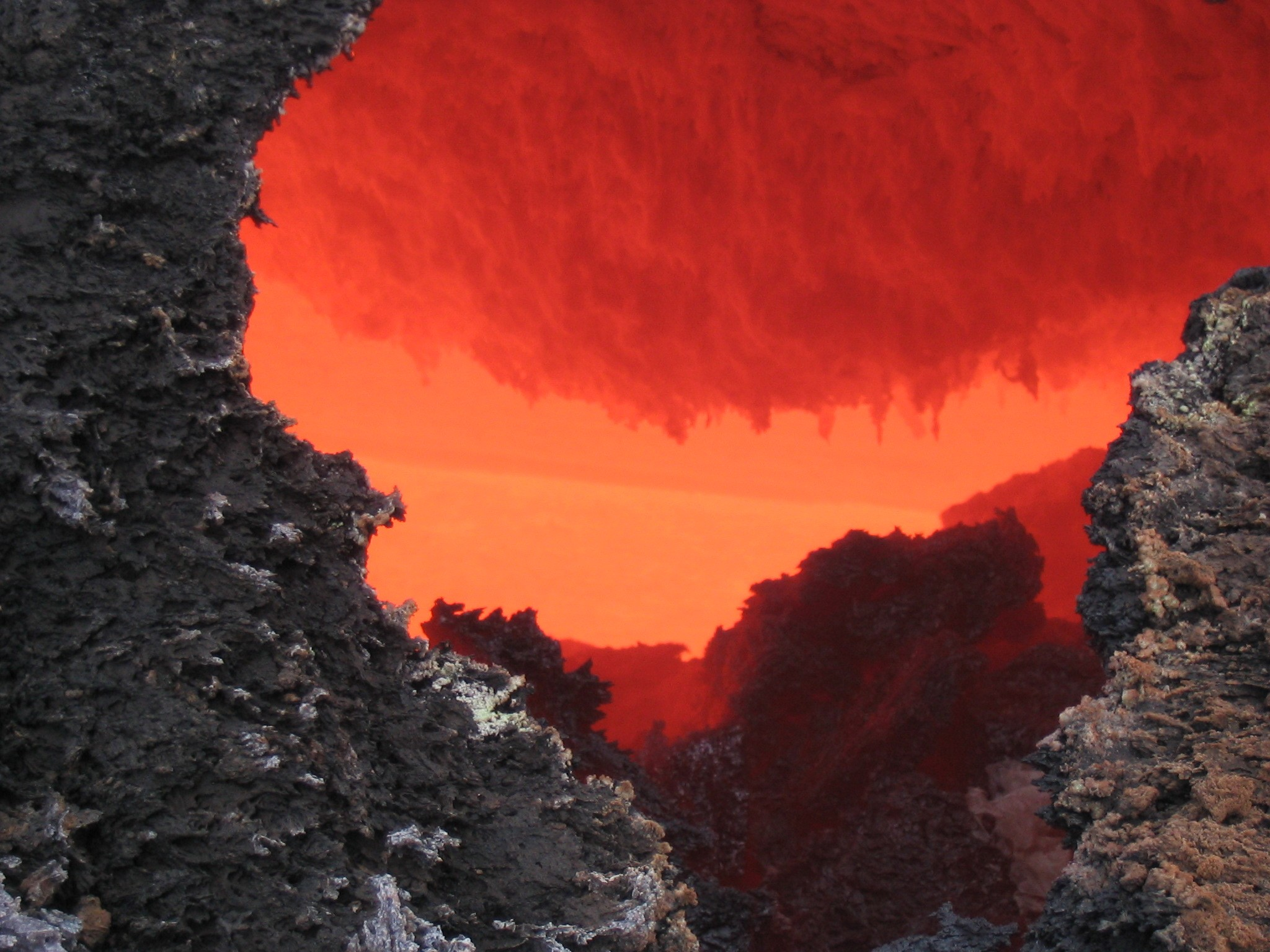
Un morceau de voûte effondrée d'un tunnel de lave actif lors d'une éruption de l'Etna (2004) laisse apparaître le flot incandescent de lave et les stalactites de basalte qui se forment au plafond.

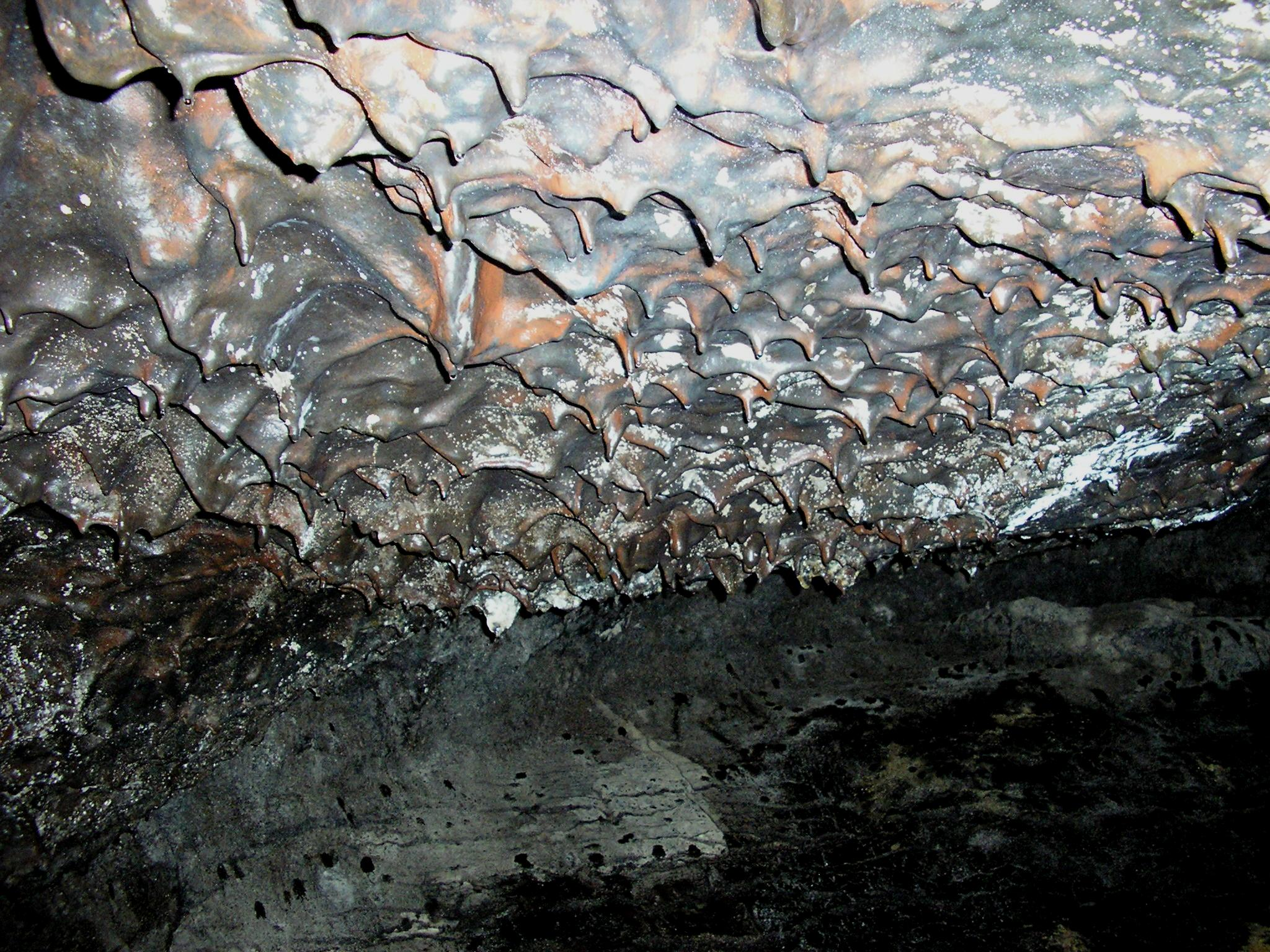
La lave encore pâteuse qui s'est égouttée du plafond de ce tunnel de lave de la ' à l'île de Pico, aux Açores, a formé des stalactites de basalte.

Les plafonds des tunnels de lave sont souvent ornés de stalactites de basalte figées, qui se sont formées lorsqu'une lave encore pâteuse, ou une roche qui a été ramollie par de nouvelles montées en température, s'est égouttée, phénomène amplifié par l'effet Venturi d'aspiration qui se produit au moment où le tunnel se vide.
On observe le long des tunnels de lave des banquettes, parfois des planchers suspendus, qui correspondent aux traces des variations de niveau de l'écoulement.

## Sur Terre

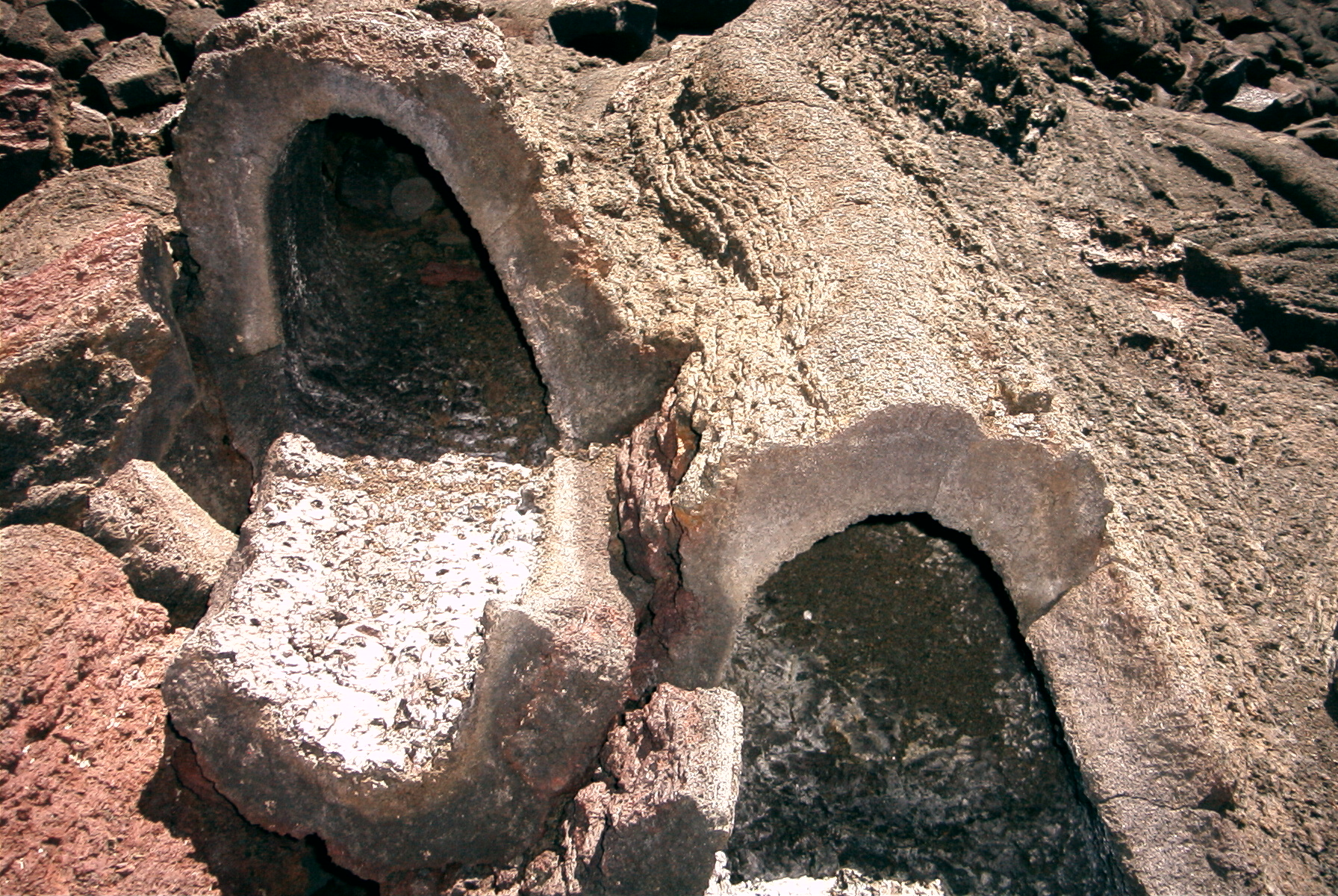
Certains tunnels de lave peuvent ne mesurer que quelques décimètres de diamètre (ici au Piton de la Fournaise à l'île de La Réunion).

Le plus long tunnel terrestre connu est le Kazumura, à Hawaï avec 59,3 kilomètres.
Le « Tunnel de l'Atlantide » des îles Canaries est le plus long tunnel de lave sous-marin connu avec plus de six kilomètres.
Au Japon, le Narusawa-hyōketsu, qui est également une glacière naturelle, se trouve sous le mont Fuji.
En France continentale, des tunnels de lave anciens sont visibles dans le Velay à Monistrol-d'Allier.
En outre-mer, les éruptions du Piton de la Fournaise, sur l'île de La Réunion, produisent fréquemment de nouveaux tunnels de lave. Il est possible sur l'île de la Réunion de visiter des tunnels de lave lors de sorties encadrées dans des tunnels récents tel que la coulée 2004 dans le sud est de l'île. Mais également dans le tunnel du Bassin Bleu (dans l'ouest) formé par une éruption du Piton des neiges il y a 340 000 ans environ 
Le comté de Deschutes (États-Unis) comporte 690 grottes, dont 577 tunnels de lave.
Les îles de São Miguel, Terceira, Graciosa et Pico aux Açores notamment abritent de nombreux tunnels de lave.
Dans le Pacifique, l'île de Pâques en possède également.

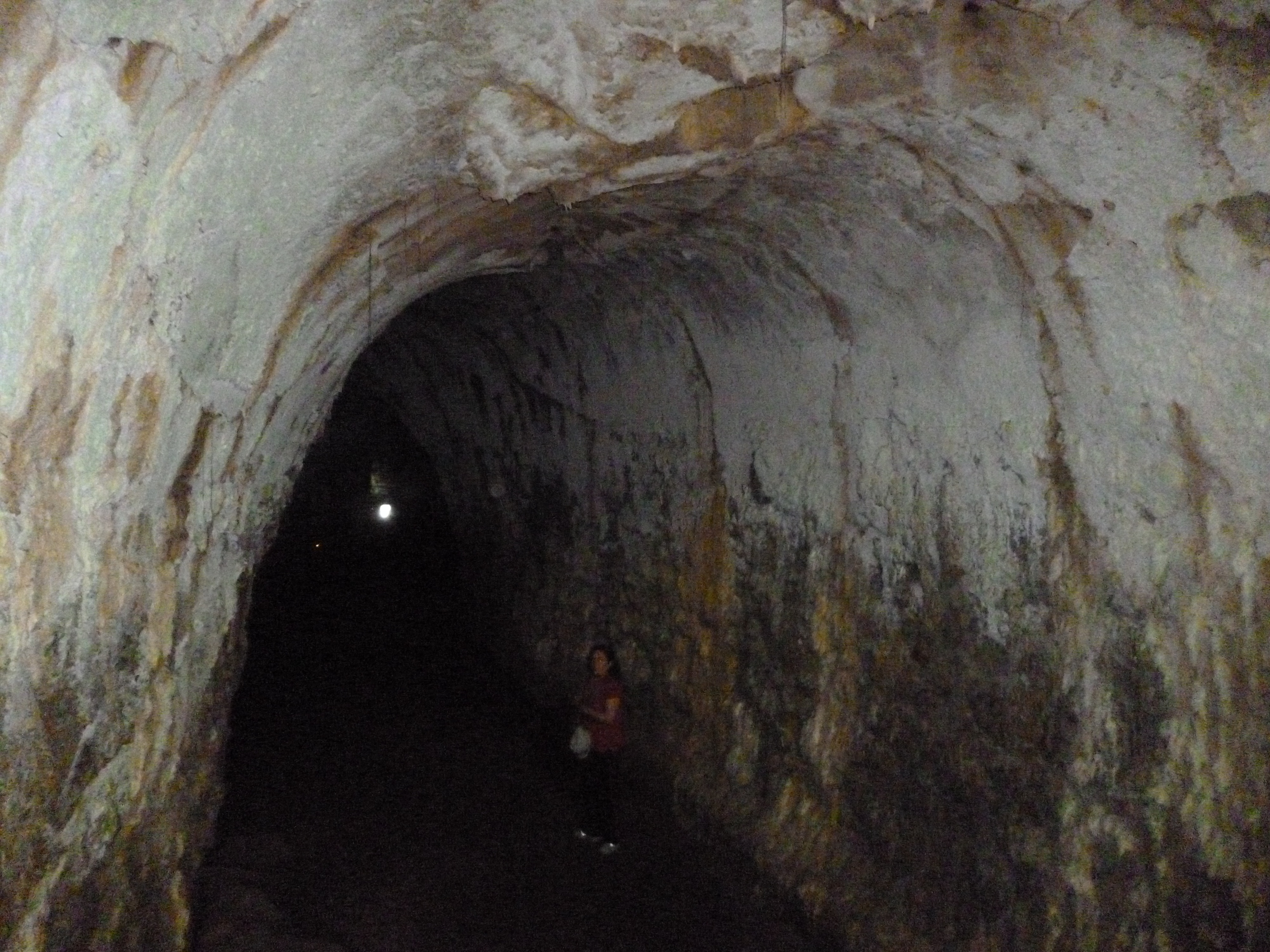
Tunnel de lave, Île Santa Cruz, îles Galápagos.

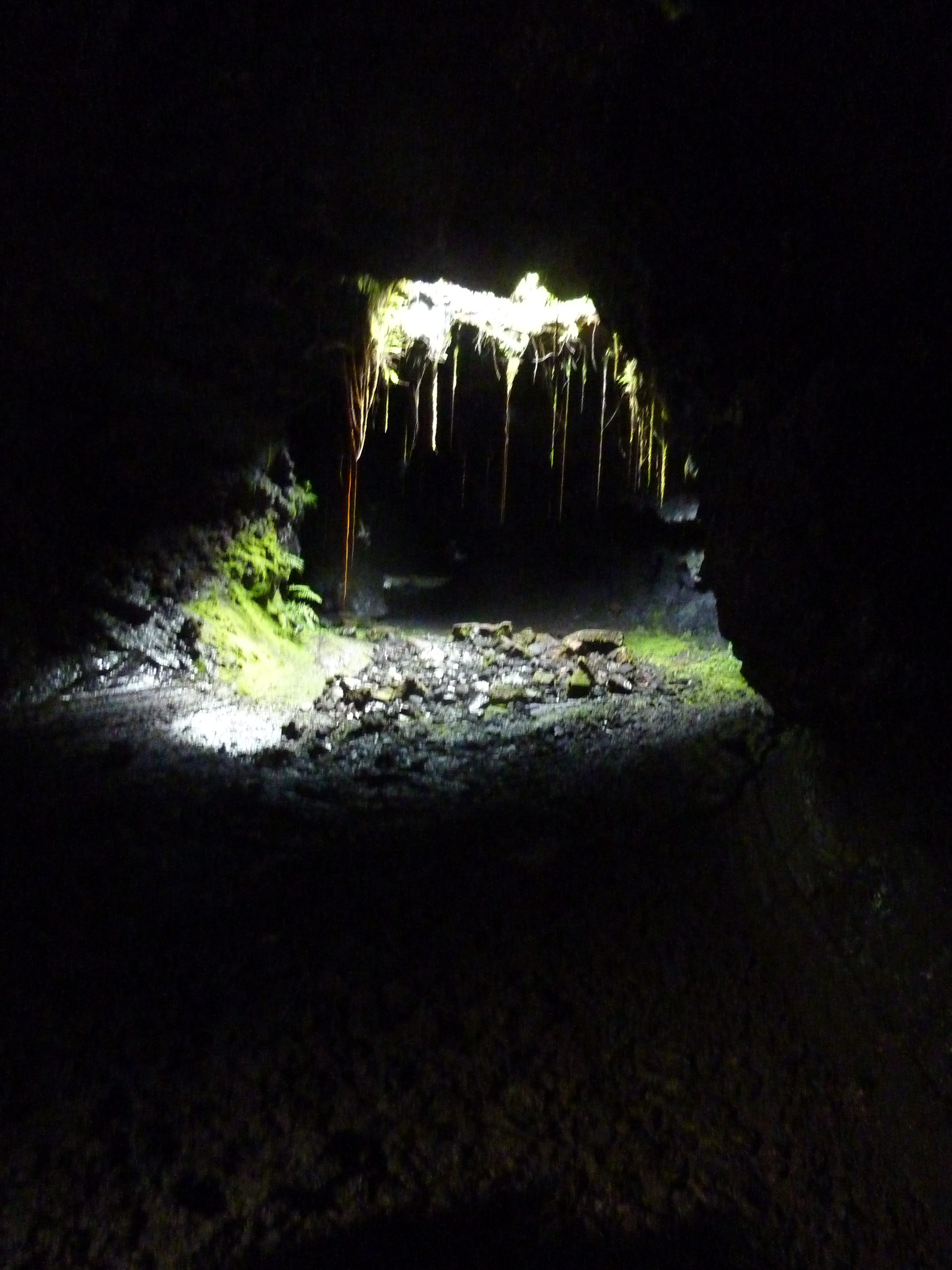
Lucarne dans le tunnel de la coulée de 2004 du Piton de la Fournaise.

Parmi les organismes capables de se développer dans cet environnement peu propice à la vie, il se trouve des bactéries chimilithotrophes qui utiliseraient l'oxydation du Fe2+ des silicates par le dioxygène atmosphérique comme source d'énergie.